# Leviathan (Kalifornien)
Leviathan ist eine US-amerikanische Black-Metal-Band, deren einziges Mitglied Jef „Wrest“ Whitehead ist. Wrest nimmt auch an anderen Projekten teil (u. a. Sunn O))), Twilight und seinem Soloprojekt Lurker of Chalice). Die Musik ist dem Depressive Black Metal zuzuordnen.

## Geschichte
Whitehead, der sein Geld als Tätowierer verdient, spielte zwischen 1991 und 1996 Schlagzeug bei der Instrumental-Rock-Band Gift Horse. Nachdem er 1997 Filosofem von Burzum gehört hatte und mit der Musik von Ved Buens Ende in Berührung gekommen war, begann er 1998 zu Hause eigene Musik aufzunehmen, die stilistisch teilweise in Richtung Ambient ging. Grund hierfür war, dass er eigenen Angaben zufolge härtere Musik machen wollte als in seinen bisherigen Bands. Seitdem nimmt Whitehead, der neben Schlagzeug auch Gitarre und Bass spielt, sämtliche Titel von Leviathan in seinem Heimstudio mit sehr einfacher Technik auf. Er verwendet ein 4-Spur-Aufnahmegerät von TASCAM, eine DI-Box für die Verfremdung der Gesangsaufnahmen sowie ein elektronisches Schlagzeug von Roland. Zwischen 1998 und 2002 nahm Whitehead dutzende Demos auf, die meist über Amoeba Music in San Francisco vertrieben wurden. Die erste offizielle Veröffentlichung war eine Kompilation aus diesen Demoaufnahmen, die 2002 unter dem Titel Verräter beim US-amerikanischen Independent-Label Tumult erschien. Bei Moribund Records erschien 2003 das erste offizielle Album mit dem Titel The Tenth Sub Level of Suicide. Seitdem hat das Projekt neben drei weiteren Alben und mehreren EPs zahlreiche Splits veröffentlicht, unter anderem mit Xasthur, Crebain oder Blackdeath.

## Stil
Leviathan spielt Depressive Suicidal Black Metal, eine Unterart des Black Metal. Die Musik ist sehr langsam mit schleppendem, stark verfremdeten Gesang und einigen wenigen Ambient- und Doublebass-Passagen. Seine Texte bezeichnet Whitehead als „sehr wütend“, über ihre Inhalte ist jedoch nichts bekannt, da sie in den Beiheften nicht abgedruckt sind. Auf den Demoaufnahmen ist eine Entwicklung von gorgoroth-inspirierten Riffs zu an Burzum erinnernden Keyboard-Arrangements und kalten Melodien feststellbar. Wrests neueres Material wiederum ist schneller und weist Swans-, Bauhaus- und Lungfish-Einflüsse sowie Mathcore-Tendenzen auf.
Die Band wird u. a. als eine der besten Black-Metal-Bands Amerikas bezeichnet und als die logische Fortsetzung der norwegischen Szene der 1990er Jahre betrachtet, aber auch als übertrieben klischeehaft mit Liedtiteln wie Howl Mockery at the Cross, der Verwendung der Worte Black Metal im Titel der Split-EP Black Metal Against the World, die deshalb als „Venomesque“ bezeichnet wurde, und Abbildungen von Dämonen auf ihren Plattenhüllen.

## Diskografie

### Studioalben und EPs
- 2003: The Tenth Sub Level of Suicide
- 2004: Tentacles of Whorror
- 2006: The Speed of Darkness
- 2006: The Blind Wound
- 2008: Massive Conspiracy Against All Life
- 2011: True Traitor, True Whore
- 2015: Scar Sighted

### Split-Veröffentlichungen
- 2003: Live in Eternal Sin / The Speed of Darkness (Split mit Iuvenes) (Eigenveröffentlichung als The Speed of Darkness)
- 2004: Leviathan & Crebain (Split mit Crebain)
- 2004: Black Metal Against the World (Split mit Ad Hominem, Funeral Winds und Eternity)
- 2004: Leviathan & Xasthur (Split mit Xasthur)
- 2005: Portrait in Scars (Split mit Blackdeath)
- 2006: Leviathan & Sapthuran (Split mit Sapthuran, ohne Sapthuran auch als The Blind Wound veröffentlicht)
- 2009: Sic Luceat Lux (Split mit Acherontas)

### Demos
- 1998: Time End
- 1998: Three
- 2000: MisanthropicNecroBlasphemy
- 2000: Five
- 2000: Shadows of No Light
- 2000: Slaveship (Seven)
- 2000: Video Brolo (Eight)
- 2001: Inclement Derision (Nine)
- 2001: Ten
- 2001: Intolerance (Eleven)
- 2001: Howl Mockery at the Cross
- 2001: Sacrifice Love at the Altar of War
- 2002: White Devil, Black Metal
- 2002: XV
- 2002: The 10th Sub Level of Suicide

### Kompilationen
- 2002: Verräter
- 2005: Demos Two Thousand
- 2005: A Silhouette in Splinters
- 2005: Howl Mockery at the Cross

### Samplerbeiträge
- 2004: Dark December und Nocturnal Gathering auf Gathered Under the Banner of Strength and Anger: A Homage to Ildjarn
- 2005: Hissing and Sullen auf Destroyers from the Western Skies (As Night Devours the Sun)